# Parheteromastides multioculatus
Parheteromastides multioculatus är en ringmaskart som beskrevs av Hartmann-Schröder 1962. Parheteromastides multioculatus ingår i släktet Parheteromastides och familjen Capitellidae. Inga underarter finns listade i Catalogue of Life.